# UniSoft
UniSoft Corporation ist ein US-amerikanischer Softwarehersteller, welcher Software für Digitales Fernsehen entwickelt.

## Geschichte
UniSoft wurde 1981 gegründet, anfangs arbeitete die Firma mit Unix-Portierungen. Mit der Sun-1 wurde die erste Reihe von Unix-basierten Servern und Workstations der Firma Sun Microsystems auf Unix V7 portiert. 1997 stieg das Unternehmen in die digitale Fernsehindustrie ein. Aufgrund des Fehlens von standardkonformer Software in der Branche, konzentrierte man sich nun ausschließlich auf Entwicklung, Test und Softwarewerkzeuge für digitales Fernsehen.